# Acabaria ramulosa
Acabaria ramulosa är en korallart som beskrevs av Kükenthal 1909. Acabaria ramulosa ingår i släktet Acabaria och familjen Melithaeidae. Inga underarter finns listade i Catalogue of Life.